# Giulio Alberoni
Giulio Alberoni (Fiorenzuola d’Arda, kraj Piacenze, 31. svibnja 1664. – Rim, 16. lipnja 1752.), španjolski državnik i kardinal talijanskog podrijetla. 

## Životopis
Kad je završio svoje prvo obrazovanje kod isusovaca, krenuo je 1689. godine u svečenićki život. Tijekom Rata za španjolsku baštinu, bio je upućen na diplomatski zadatak francuskom zapovjedniku, vojvodi od Vendoma, 1703. godine.
Nakon što se sprijateljio i iskazao svoje poštovanje vojvodi od Vendoma, Alberoni je imao podršku s francuskog i španjolskog dvora. Čak je uza sebe pridobio španjolskog kralja Filipa V., koji ga je postavio na prvom mjestu ministra u Madridu 1713. godine. Alberoni je tako postao prvi španjolski ministar tijekom 18. stoljeća. Godine 1714. je uspio sa svojim naumom da oženi nećakinju vojvode od Parme, Elizabetu Farnese s kraljem Filipom V. Njegov politički utjecaj se povećavao. Planirao je preporod španjolske države te još je podupirao ekonomski preustroj, reorganizaciju vojske i flote. 
Godine 1717. je postao kardinal. Kao kraljičin savjetnik i ministar, Alberoni je imao snažan utjecaj na španjolsku vanjsku i unutarnju politiku. Htio je da Španjolska bude u razdoblju mira, no situacije su bile potpuno drukčije od njegovih očekivanja: prijateljski odnos s Velikom Britanijom je propao, a habsburško-francuski savez se spremao napasti španjolsku zbog njezinog prevelikog porasta moći. Kardinal Alberoni je morao dopustiti okupaciju Sardinije od Španjolskih flota. No četverostruki savez Britanije, Francuske, Austrije i Nizozemske je natjerao Španjolsku na predaju. Cijeli teret krivnje se svalio na Giulia Alberonija, i zbog toga je 1719. bio protjeran u Italiju. Protiv njega su pokrenuti sudski procesi no Rimska Kardinalska kongregacija ga je 1723. oslobodila optužbi. Sveta stolica mu je povjerila biskupiju u Romagni gdje je bio od 1735. do 1740. i biskupiju u Bologni od 1740. do 1743. Kardinal je 1732. godine osnovao sveučilište San Lazzaro u Piacenzi, gdje je preuzeo skrb o njoj u svojim posljednjim godinama života.